# Afrogamasellus rugegensis
Afrogamasellus rugegensis är en spindeldjursart som beskrevs av Loots 1969. Afrogamasellus rugegensis ingår i släktet Afrogamasellus och familjen Rhodacaridae. Inga underarter finns listade i Catalogue of Life.